# St. Bonifatius (Nennsdorf)

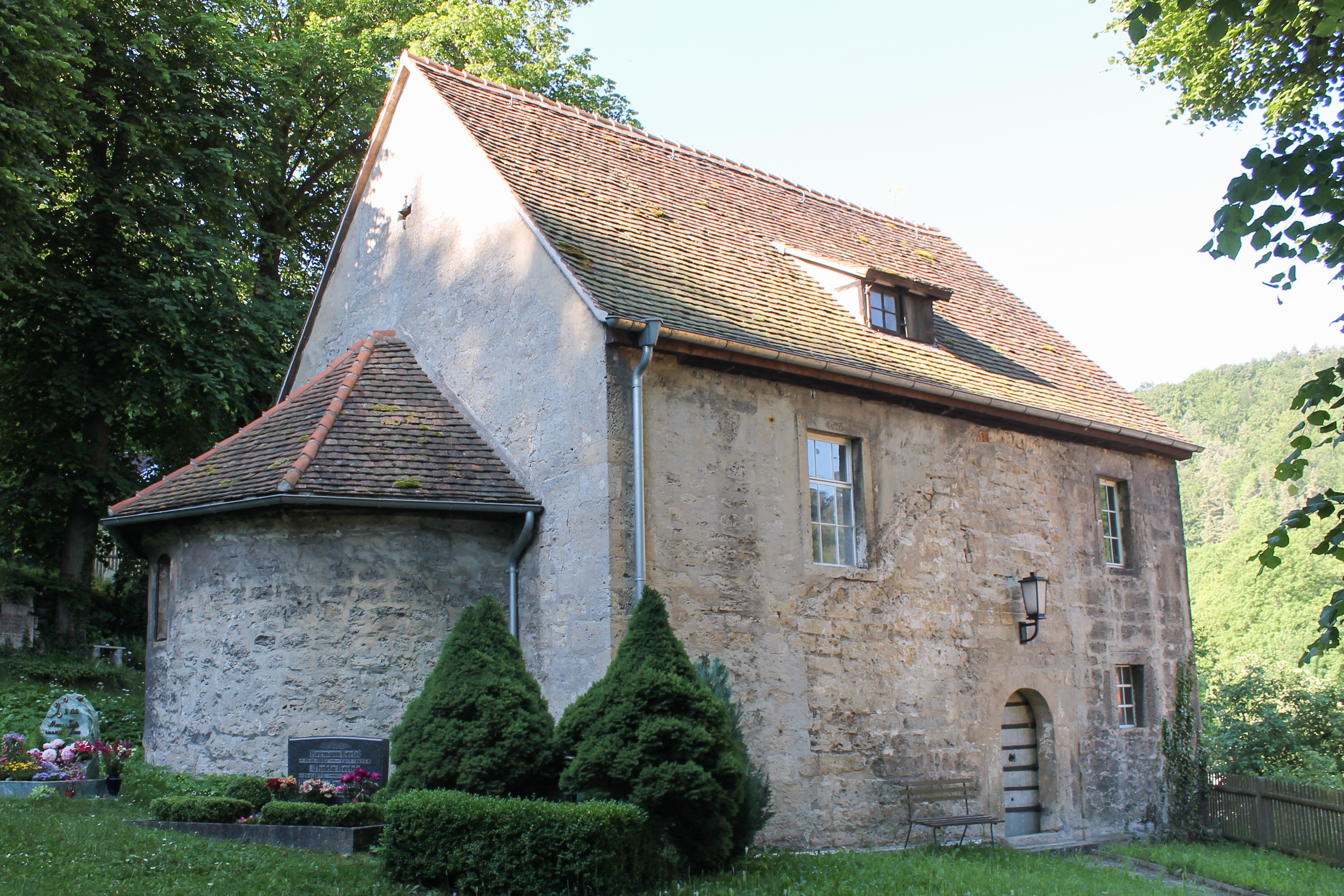
Die Kirche

Die Dorfkirche St. Bonifatius steht im Ortsteil Nennsdorf der Gemeinde Bucha im Saale-Holzland-Kreis in Thüringen. Sie gehört zum Kirchspiel Magdala/Bucha im Kirchenkreis Jena der Evangelischen Kirche in Mitteldeutschland.

## Geschichte
Die Saalkirche wurde im 11. Jahrhundert auf einer Hangterrasse über dem Dorf gebaut und Bonifatius geweiht.

## Zum Gebäude
Sie entspricht dem romanischen Baustil und hat ein Kirchenschiff mit eingezogener Apsis mit Bogenkämpfern und Kuppelschale. Die Kirchentür und der Fuß des Taufsteins sind original erhalten.
Im Inneren trennt ein Triumphbogen die Apsis vom Langhaus. Er lastet auf einer einfachen Kämpferplatte. Das Haus hat eine Flachdecke, an den Wänden steht eine dreiseitige Empore mit einer kleinen Orgel aus der Zeit um 1800. 1743 wurden die romanischen Fenster durch größere rechteckige ersetzt. 1972 wurde das Haus renoviert. Bei der Restaurierung war Horst Jährling der Berater.
Die abgeschiedene Lage war maßgebliche Voraussetzung für den Erhalt des ursprünglichen Charakters der Missionskapelle.